# 微毛杜茎山
微毛杜茎山（学名：Maesa tomentella）是报春花科杜茎山属的一种小乔木，分布于越南、老挝和中国云南地区。

## 特征描述
微毛杜茎山高5-10米，多分枝，小枝密被白色长柔毛。叶片坚纸质，卵状披针形，顶端渐尖，基部楔形，叶全缘或有时具极疏的锯齿，两面密被白色长柔毛，沿叶脉尤其密集；中脉背面明显隆起，侧脉8-14对，背面突起。
圆锥花序腋生及顶生，密被白色长柔毛；苞片披针形；小苞片披针形，紧贴花萼基部；花萼片卵形，较萼管长，顶端急尖，疏被白色长柔毛；花冠钟形，白色，无毛，裂片较花冠管长或近等长，卵形，顶端圆形，边缘微波状；雄蕊着生于花冠管上部，花丝较花药长；柱头4浅裂。果近球形，橙粉色，宿存萼片包果顶部。花果期为2-4月。